# Elginerpeton
Elginerpeton es un género extinto representado por una única especie de tetrápodo que vivió durante el Devónico, en lo que hoy es Escocia. Elginerpeton ha sido encontrado en rocas que datan de finales del Devónico (en la etapa Frasniense, hace 375 millones de años). Del género Elginerpeton sólo se conoce un fósil de una única especie, a la que se le ha dado el nombre de Elginerpeton pancheni.

## Características
Elginerpeton medía unos 1,5 metros (5 pies) de longitud, y además poseía 7 dedos en las patas, una característica muy primitiva entre los tetrápodos. Elginerpeton se conoce únicamente a partir de fragmentos óseos, incluyendo un fósil parcial del hombro y de la cadera, un fémur, la tibia (parte inferior de las extremidades posteriores), y fragmentos de la mandíbula. El holotipo es un fragmento de mandíbula inferior, el cual mide 40 centímetros de longitud total. Elginerpeton fue clasificado por Ahlberg, (1995) en la familia Elginerpetontidae, junto con Obruchevichthys.